# Love (série de televisão)

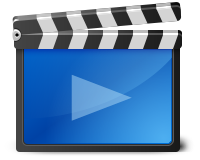
Love Action

Love é uma série norte-americana de comédia, criada por Judd Apatow, Paul Rust, e Lesley Arfin para o serviço de streaming Netflix e foi estrelada por Gillian Jacobs e Rust. A primeira temporada de 10 episódios foi disponibilizada em 19 de fevereiro de 2016, e a segunda temporada de 12 episódios foi estreada em 2017. A série é uma visão realista dos namoros, explorando perspectivas masculina e feminina em relacionamentos românticos através dos personagens Mickey e Gus, interpretado por Jacobs e Rust, respectivamente.

## Elenco
- Gillian Jacobs como Mickey Dobbs
- Paul Rust como Gus Cruikshank
- Claudia O'Doherty como Bertie

### Recorrente
- Brett Gelman como Dr. Greg Colter
- John Ross Bowie como Rob
- Dave Allen como Allan
- Steve Bannos como Frank
- Tracie Thoms como Susan Cheryl
- Seth Morris como Evan
- Chris Witcomoke como Chris
- Chantal Claret como Shaun
- Briga Heelan como Heidi McAuliffe
- Andy Dick como Andy
- David King como Wyatt
- Milana Vayntrub como Natalie
- Iris Apatow como Arya
- Charlyne Yi como Cori
- Kyle Kinane como Eric
- Kerri Kenney como Syd
- Jordan Rock como Kevin
- Jongman Kim como Victor

## Episódios

### Temporada 1 (2016)
| Nº Série | Nº Temporada | Títulos                    | Diretor(es)       | Roteirista(s)                             | Datas de exibição       |
| --- | ------------ | -------------------------- | ----------------- | ----------------------------------------- | ----------------------- |
| 1 | 1            | "It Begins"                | Dean Holland      | Judd Apatow, Lesley Arfin e Paul Rust     | 19 de fevereiro de 2016 |
| Gus (Paul Rust), um professor de cenário, está em um longo relacionamento com Natalie (Milana Vayntrub). Gus, com raiva, rompe com Natalie quando ela revela que além de ter traído, ele é uma uma "falsa pessoa boa". Mickey (Gillian Jacobs), uma gerente de programa em uma estação de rádio, está num relacionamento que termina e começa diversas vezes, com Eric (Kyle Kinane). Gus se envolve com um trio e enlouquece quando ele descobre que as meninas são irmãs. Mickey recebe um telefonema de Eric, decide encontrá-lo no que era pra ser um bar e descobre que é uma casa espiritual chamada Bliss House. Na manhã seguinte, Gus conhece Mickey numa loja e se oferece para pagar por seu café, porque ela não está com a sua carteira. |              |                            |                   |                                           |                         |
| 2 | 1            | "One Long Day"             | Dean Holland      | Lesley Arfin, Paul Rust e Brent Forrester | 19 de fevereiro de 2016 |
| Mickey se oferece para ressarcir Gus pelo café e cigarros. Bertie (Claudia O'Doherty), a nova companheira de quarto de Mickey, vai morar com ela. Mickey percebe que deixou cair a carteira na Bliss House e se oferece para dar uma carona a Gus à casa dele. Eles tomam café da manhã e fumam maconha. Enquanto chapado, Gus erroneamente dá o endereço da Natalie como seu e um confronto se inicia quando chegam. Tendo reunido suas caixas da casa dela, Gus joga fora todos os seus blu-rays para fora do carro no caminho de volta para casa. |              |                            |                   |                                           |                         |
| 3 | 1            | "Tested"                   | John Slattery     | Judd Apatow e Paul Rust                   | 19 de fevereiro de 2016 |
| Gus discute com sua tutorada, Arya (Iris Apatow), uma jovem atriz sob muita pressão. Diante de perder o emprego, caso ela falhe em seu teste, ele acaba fazendo a prova por ela. Enquanto isso, Mickey também tem problemas com o trabalho e decide dormir com seu chefe, Dr. Greg (Brett Gelman), para não ser demitida. Mas, ela logo percebe que julgou erroneamente Dr. Greg. |              |                            |                   |                                           |                         |
| 4 | 1            | "Party in the Hills"       | John Slattery     | Alexandra Rushfield                       | 19 de fevereiro de 2016 |
| Gus fica empolgado quando Mickey o convida para uma festa, na esperança dele flertar com ela. No entanto, ela é extremamente atrasada e, rapidamente, despista-o, quando descobre que dois de seus ex-namorados estão também na festa. Enquanto Gus faz amigos em outros lugares, Mickey sente remorso quando olha para os erros do passado, e passa a tomar algumas decisões ruins bêbada. Gus rapidamente chega correndo para resgatá-la, mas em vez de vê-lo como seu herói, Mickey sugere que ele saia com Bertie. |              |                            |                   |                                           |                         |
| 5 | 1            | "The Date"                 | Maggie Carey      | Judd Apatow e Paul Rust                   | 19 de fevereiro de 2016 |
| Gus acaba tendo um encontro horrível com Bertie. É propositalmente desajeito, já que ele e Bertie compartilham do encontro com Mickey e ela vaza as informações para o respectivo outro. Mickey resolve recomeçar a abstinência. |              |                            |                   |                                           |                         |
| 6 | 1            | "Andy"                     | Joe Swanberg      | Dave King                                 | 19 de fevereiro de 2016 |
| Mickey e Gus planejam um encontro no fim da noite e Gus fica empolgado. Mickey começa a pensar duas vezes por causa de suas experiências passadas horríveis. Dr. Greg está preocupado com a qualidade das ligações para o programa da rádio. Ele quer melhores chamadas, assim, convence Mickey a realizar uma ligação falsa. Ela liga e acaba por falar da sua vida pessoal no seu personagem. Dr. Greg percebe o que está acontecendo e aconselha ela a cortar e correr, porque ela seria incapaz de ter relacionamentos verdadeiros devido a seus problemas com drogas. Depois de uma longa noite cheia de mal-entendidos - e um encontro estranho com Andy Dick - Mickey e Gus concordar em ter uma data real.                                    |              |                            |                   |                                           |                         |
| 7 | 1            | "Magic"                    | Steve Buscemi     | Lesley Arfin                              | 19 de fevereiro de 2016 |
| 8 | 1            | "Closing Title Song"       | Michael Showalter | Ali Waller                                | 19 de fevereiro de 2016 |
| 9 | 1            | "The Table Read"           | Dean Holland      | Brent Forrester                           | 19 de fevereiro de 2016 |
| 10 | 1            | "The End of the Beginning" | Dean Holland      | Judd Apatow, Lesley Arfin e Paul Rust     | 19 de fevereiro de 2016 |

### Temporada 2 (2017)
A segunda temporada de 12 episódios estreou em 10 de Março de 2017.

### Temporada 3 (2018)
A terceira temporada de 12 episódios estreou em 9 de Março de 2018. 

## Recepção
Love tem recebido críticas positivas dos críticos, com elogios, nomeadamente, ao elenco. Na avaliação do site Rotten Tomatoes, a série mantém uma avaliação de 87%, baseado em 38 comentários, com uma classificação média de 7.1/10. O site de consenso crítico entende que "Love, de Judd Apatow, é uma visão honesta sobre a construção de relacionamentos, ajudada por seus dois protagonistas atraentes". No Metacritic a série tem uma pontuação média de 72 em 100, baseada em 27 críticas, indicando "avaliações geralmente favoráveis".
The Hollywood Reporter e Variety avaliam a série positivamente mas comentam que o tempo de duração dos episódios (até 40 minutos) e a premissa familiar nem sempre funcionam em favor da série. Daniel Fienberg no The Hollywood Reporter observa, "É uma variação de um tema comum, mas é também contorcidamente eficaz, irregularmente engraçada e levada por um grande desempenho, sem compromissos de Gillian Jacobs... Se você pode aquecer com os personagens espinhosos, mas provavelmente realistas, existe muito a desejar, se não o amor." Alan Sepinwall de HitFix comentou positivamente e disse: "Eu posso ver todas essas questões, e mais. Eu simplesmente não me importo. Quando você sente que - como eu muito rapidamente fiz com amor - nada mais importa."
A série tem provocado recentemente críticas por incluir Andy Dick no elenco, que foi acusado em diversas ocasiões de agressão sexual, sendo o calcanhar de Apatow na aquecida crítica de Bill Cosby na mídia.